# Giết động vật

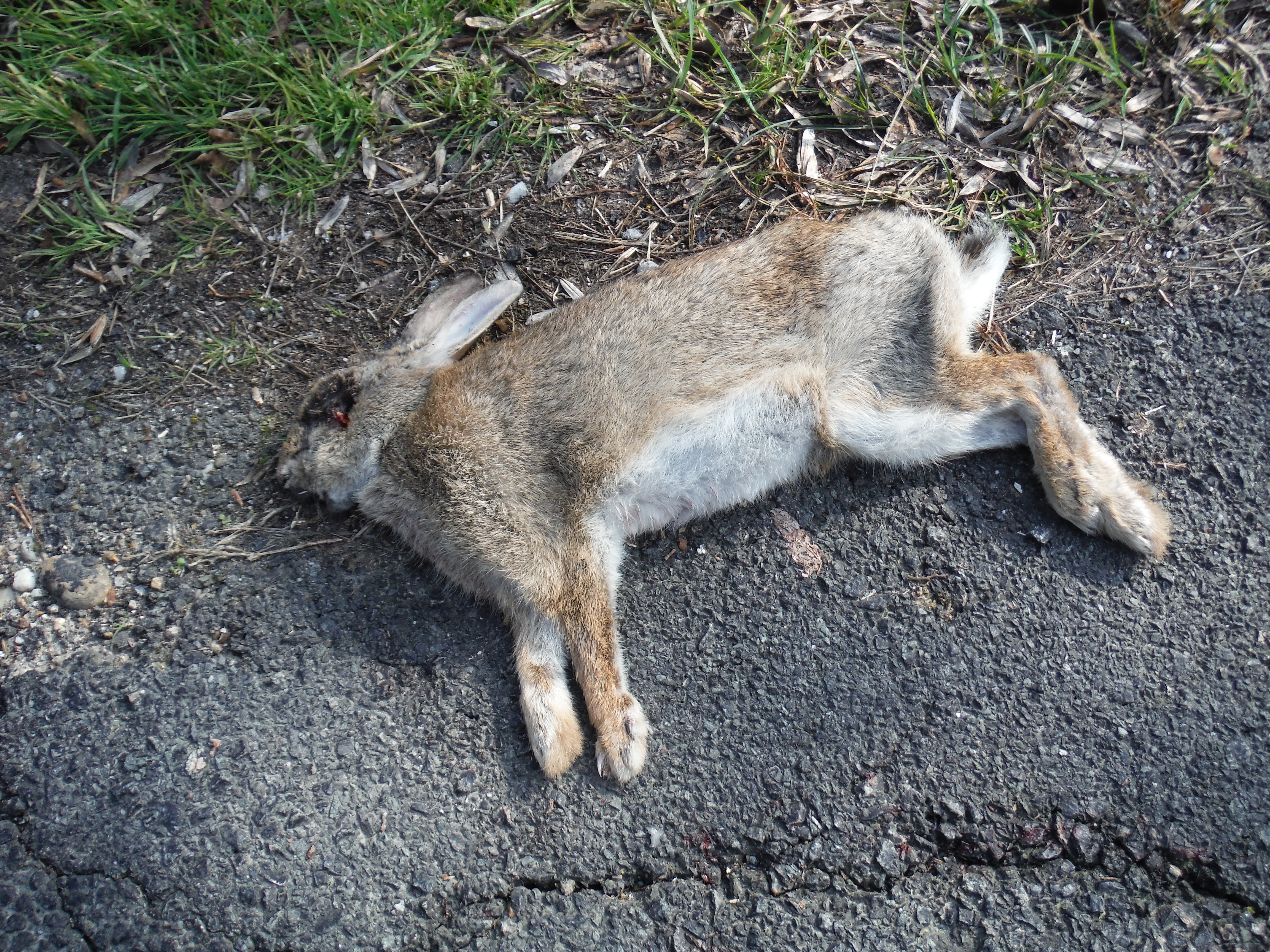
Một con thỏ bị xe chà chết ở Pháp

Giết chóc động vật hay giết hại thú vật hay còn gọi là sát sinh là việc con người tước đi mạng sống của một con vật bằng nhiều cách thức khác nhau cho dù vô tình hay cố ý làm cho động vật chết đi. Trong nhiều giáo lý của các tôn giáo cũng không ủng hộ việc giết hại bừa bãi động vật, thậm chí là cấm kỵ. Ngày nay, có nhiều tổ chức bảo vệ động vật thường lên tiếng về việc giết chóc, lạm sát động vật trên thế giới, kể cả việc giết chóc một cách tàn nhẫn, phảm cảm, đồng thời đòi hỏi quyền động vật.

## Tổng quan

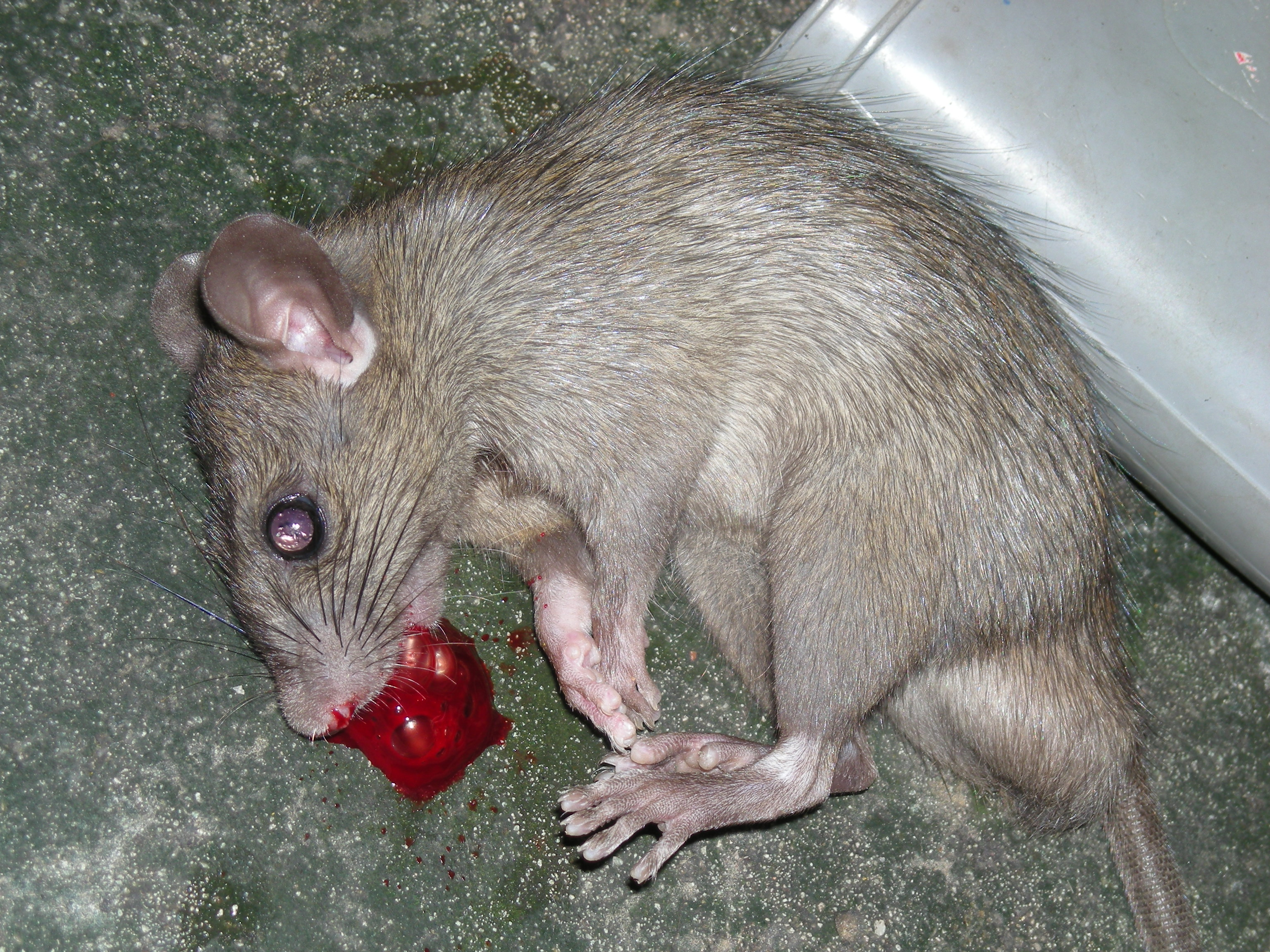
Một con chuột đang uống thuốc diệt chuột và khạc ra máu.

Thông thường việc giết chóc động vật phổ biến nhất thông qua việc săn bắn động vật (để lấy thịt rừng, lhông thú và các sản phẩm từ động vật, hoạt động giải trí thể thao), từ những cuộc thảm sát, giết chóc hàng loạt động vật thể thỏa mãn. Việc tước đi mạng sống của một con vật còn phổ biến thông qua các loại hình giết mổ động vật (làm thịt), như giết mổ lợn, giết mổ ngựa, giết mổ gà, hoặc các hình thức như hiến tế động vật theo các nghi thức giết mổ khác nhau.
Động vật cũng bị con người tước đi mạng sống thông qua các chương trình, kế hoạch cụ thể như việc kiểm soát số lượng động vật, kiểm soát loài gây hại, hoặc tiêu hủy hàng loạt động vật trong những trường hợp nhất định, hoặc chết trong chiến trận. An tử động vật cũng là một phương pháp giết chúng nhẹ nhàng việc làm chết động vật, hoặc động vật bị chết do thử nghiệm của con người, đôi khi do vô tình chẳng hạn như gây tai nạn làm chết động vật trên đường, một số trường hợp đây là hậu quả của việc đối xử tàn ác với súc vật (ngược đãi động vật), hội chứng hành hạ súc vật nhỏ (Zoosadism).